# Diari aperti
Diari aperti è il decimo album in studio della cantante italiana Elisa, pubblicato il 26 ottobre 2018 dalla Universal Music Italia.
Primo concept album della cantautrice, risulta essere il suo secondo album interamente in lingua italiana dopo L'anima vola del 2013 ed è stato inserito al decimo posto tra i 50 migliori dischi italiani del decennio 2010 secondo Rolling Stone Italia. Nel 2019 è uscita una riedizione sottotitolata Segreti svelati, contenente un rimaneggiamento di alcuni brani originali con delle collaborazioni e le tracce pubblicate nell'EP Secret Diaries.

## Descrizione
L'album si compone di undici tracce in italiano, scritte e composte dalla stessa Elisa, con il contributo di Tropico, Federica Abbate, Calcutta e Carl Brave e la partecipazione vocale di Francesco De Gregori. Al progetto collabora per gli arrangiamenti Patrick Warren. La cantante ha definito il progetto un concept album sulla sua vita, raccontando:
(Elisa Toffoli)
Intervistata da TV Sorrisi e Canzoni, Elisa ha raccontato la scelta di pubblicare un secondo progetto discografico in italiano, dopo L'anima vola pubblicato nel 2013:
(Elisa Toffoli)

## Pubblicazione
Diari aperti stato anticipato dai singoli commerciali Quelli che restano, duetto con Francesco De Gregori, e Se piovesse il tuo nome, usciti rispettivamente il 14 e il 28 settembre, e dal singolo promozionale Promettimi.
Il 15 novembre 2019 viene pubblicato il doppio album Diari aperti (segreti svelati) che consiste in un primo disco in italiano contenente le tracce di Diari aperti più tre tracce bonus, tra le quali il singolo Blu Part II, e un secondo disco in inglese che riporta la tracklist dell'EP Secret Diaries (uscito il 7 giugno 2019) arricchita di due tracce, tra cui il singolo Soul.

## Accoglienza
| Recensione       | Giudizio |
| ---------------- | -------- |
| Rockol           | 7/10     |
| All Music Italia | 8.5/10   |

Il progetto discografico è stato accolto positivamente dalla critica musicale, ritenuto tra i più intimi ed introspettivi della cantautrice.
Giovanni Ferrari di Billboard Italia, associa l'album al termine «verità», sottolineando il fatto che «non dev’essere semplice condividere, innanzitutto con se stessi e, poi, con gli altri, tutto ciò che si è. Punti di forza ma soprattutto di debolezza. Fragilità. Il desiderio di essere compresi, amati». Anche Fabio Fiume di All Music Italia resta piacevolmente colpito dalle tematiche del progetto, scrivendo che «non ha [...] solo aperto i suoi diari; lo ha fatto lasciandoli lì, sulla scrivania, permettendo finalmente a tutti di poterli leggere». Fiume si sofferma inoltre sugli arrangiamenti e i testi dei brani, definendoli «evocativi» e con «liriche intelligenti».
Mattia Barro di Rolling Stone Italia ha scritto che sebbene l'album appaia «un disco a metà» in Diari aperti «si percepisce una voglia di rimettersi in gioco» della cantante, poiché «in certi episodi, decide di evadere dalle regole» e in altri «non fa altro che essere l’Elisa che conosciamo». Il giornalista individua «un trittico di brani» che risalta per la loro «naturale freschezza»: Tutta un'altra storia con «un suo ritmo in levare» paragonato alle sonorità di Max Gazzè, L’estate è già fuori, brano «calypso pop, fresco, tutto in maggiore» interessante per «l'utilizzo della reiterazione melodica del cantato» e Come Fosse Adesso, descritto dal critico come «un’elegantissima composizione che rimanda allo splendido lavoro sulla canzone d’autore portato avanti da Riccardo Sinigallia». Barro definisce il brano con De Gregori «il più matto e il più punk», il quale con Promettimi e Fragile, risultano essere realizzati con una produzione che «concede intera attenzione all’intimità di questi testi». Successivamente il sito ha inserito l'album al decimo posto della lista dei 50 migliori dischi italiani del decennio 2010.

## Tracce
Testi e musiche di Elisa Toffoli, eccetto dove indicato. Crediti riportati sul sito della SIAE.

### Edizione standard
1. Tutta un'altra storia – 3:21
2. Se piovesse il tuo nome – 3:22 (testo: Edoardo D'Erme, Dario Faini – musica: Edoardo D'Erme, Vanni Casagrande, Dario Faini)
3. Tua per sempre – 3:27 (testo: Davide Petrella – musica: Elisa Toffoli, Francesco Katoo Catitti, Andrea Rigonat, Taketo Gohara)
4. Anche fragile – 3:59
5. Promettimi – 3:55
6. L'amore per te – 3:41
7. L'estate è già fuori – 3:20 (Elisa Toffoli, Davide Petrella)
8. Con te mi sento così – 3:03 (testo: Elisa Toffoli, Davide Petrella – musica: Elisa Toffoli, Andrea Rigonat)
9. Vivere tutte le vite – 3:47 (testo: Elisa Toffoli, Alfredo Rapetti, Federica Abbate)
10. Come fosse adesso – 3:44
11. Quelli che restano (feat. Francesco De Gregori) – 4:25

Tracce bonus nella riedizione streaming
1. Se piovesse il tuo nome (feat. Calcutta) – 3:15 (testo: Edoardo D'Erme, Dario Faini – musica: Edoardo D'Erme, Vanni Casagrande, Dario Faini)
2. Vivere tutte le vite (feat. Carl Brave) – 3:41 (testo: Elisa Toffoli, Alfredo Rapetti, Federica Abbate, Carlo Luigi Coraggio, Mattia Castagna – musica: Elisa Toffoli, Carlo Luigi Coraggio)

### Diari aperti (segreti svelati)
CD 1
1. Tutta un'altra storia – 3:22
2. Se piovesse il tuo nome (feat. Calcutta) – 3:14 (testo: Edoardo D'Erme, Dario Faini – musica: Edoardo D'Erme, Vanni Casagrande, Dario Faini)
3. Tua per sempre – 3:27 (Davide Petrella)
4. Anche fragile (feat. Brunori Sas) – 4:26
5. Promettimi (feat. Carmen Consoli) – 3:53
6. L'amore per te – 3:41
7. L'estate è già fuori – 3:20 (Elisa Toffoli, Davide Petrella)
8. Con te mi sento così – 3:03 (testo: Elisa Toffoli, Davide Petrella – musica: Elisa Toffoli, Andrea Rigonat)
9. Vivere tutte le vite (feat. Carl Brave) – 3:41 (testo: Elisa Toffoli, Alfredo Rapetti, Federica Abbate, Carlo Luigi Coraggio, Mattia Castagna – musica: Elisa Toffoli, Carlo Luigi Coraggio)
10. Come fosse adesso – 3:44
11. Quelli che restano (feat. Francesco De Gregori) – 4:25
12. In piedi – 5:04 (musica: Elisa Toffoli, Gianluca Ballarin)
13. Blu Part II (feat. Rkomi) – 3:35 (testo: Elisa Toffoli, Mirko Manuele Martorana, Alessandro Raina – musica: Elisa Toffoli, Fabio Garzia, Paolo Alberto Monachetti, Pablo Miguel Lombroni Capalbo)
14. Diari aperti – 3:48

CD 2
1. Soul – 4:15 (Elisa Toffoli, John Shanks)
2. Thirst – 3:22 (testo: Edoardo D'Erme, Dario Faini – musica: Edoardo D'Erme, Vanni Casagrande, Dario Faini)
3. Feeling This Way – 4:03 (musica: Elisa Toffoli, Andrea Rigonat)
4. You Don't Love Me Like I Do – 2:29
5. I Don't Do Neverminds – 4:08
6. My America – 4:06
7. A Parallel World – 3:06

## Formazione
- Elisa – voce, cori, tastiera, programmazione, chitarra, pianoforte
- Andrea Rigonat – chitarra, programmazione, mandolino, banjo, ukulele
- Francesco "Katoo" Catitti – tastiera, programmazione
- Nicola Peruch – pianoforte
- Will Medini – tastiera, organo Hammond
- Cristiano Norbedo – tastiera
- Matteo Bassi – basso
- Andrea Fontana – batteria, percussioni
- Patrick Warren – arrangiamento strumenti ad arco
- Dario Faini – programmazione (traccia 2)

## Successo commerciale
Diari aperti ha esordito alla seconda posizione della classifica FIMI Album, divenendo il tredicesimo album dell'artista a ottenere un piazzamento tra le prime dieci posizioni, terzo numero due dopo Lotus (2003) e Pearl Days (2004). Il 5 dicembre 2018, l'album ha ottenuto la certificazione di disco d'oro dalla FIMI, divenendo il trentaquattresimo album più venduto del 2018. Il 29 febbraio 2019 l'album ottiene la certificazione di disco di platino per aver venduto oltre 50 000 unità.
Nel 2019, successivamente alla pubblicazione della riedizione Diari aperti (segreti svelati), il progetto ritorna nelle prime dieci posizioni al numero sei, risultato il diciottesimo album più venduto dell'anno. Nel 2020 l'album ottiene il doppio disco di platino, apparendo nelle classifiche dei cento album più venduti per FIMI sia nel 2020 che 2021. Nel 2022 ottiene la certificazione di triplo disco di platino con 150 000 unità vendute.

## Classifiche

### Classifiche settimanali
| Classifica (2018) | Posizione massima |
| ----------------- | ----------------- |
| Italia            | 2                 |
| Svizzera          | 53                |

### Classifiche di fine anno
| Classifica (2018) | Posizione |
| ----------------- | --------- |
| Italia            | 34        |
| Classifica (2019) | Posizione |
| Italia            | 18        |
| Classifica (2020) | Posizione |
| Italia            | 58        |
| Classifica (2021) | Posizione |
| Italia            | 97        |